# Fränkische Dialektliteratur
Fränkische Dialektliteratur umfasst jegliche Literatur, die in einem der ostfränkischen Dialekte geschrieben ist. Dazu gehören Werke von Autoren aus Heilbronn-Franken und Tauberfranken in Baden-Württemberg, den bayerischen Regierungsbezirken Mittel-, Unter- und Oberfranken sowie aus Südthüringen bis in den Übergangsbereich des sächsischen Vogtlands. Eine fränkische Dialektliteratur existiert erst seit dem 18. Jahrhundert und hatte lange Zeit einen Schwerpunkt auf dem um Nürnberg gesprochenem Oberostfränkisch und den um Würzburg verbreiteten unterostfränkischen Mundarten.
Die Mundartliteratur begann nach einer ersten Hochphase im ausgehenden 19. und beginnenden 20. Jahrhundert in Form, Stil und Themen zu erstarren. Teilweise wurden einzelne Werke in der Folge von der Ideologie der Nationalsozialisten beeinflusst. Erst in den 1960er Jahren gelang es der Mundartdichtung an die früheren Erfolge anzuknüpfen. Mit einer Orientierung an die sogenannte Wiener Gruppe wurden Themen aus der zeitgenössischen Politik und dem Alltag der „kleinen Leute“ in die Dichtung mit aufgenommen. Nach einer weiteren Hochphase bis in die 1990er Jahre befindet sich die fränkische Dialektliteratur heute wieder in einer Krise.

## Abgrenzung
Die Mundartliteratur Frankens wird über die Grenzen des Dialektraumes nach außen abgesteckt. Das Ostfränkische hat einen Übergangscharakter zwischen Mittel- und Oberdeutsch. Die Mundartdichter Hohenlohes, dessen Dialekt teilweise bereits zu den Rheinfränkischen Sprachgruppen gezählt wird, schlagen sich über Selbstbeschreibungen zumeist dem fränkischen Dialektgebiet zu. Die Grenzen gegenüber dem Bairischen im Süden, Schwäbischen im Südwesten, Hessischen bzw. Rheinfränkischen im Nordwesten sowie Thüringischen und Sächsischen im Norden und Nordosten sind strenger, wenn es auch hier in der Literatur immer wieder Übergangsformen gibt. Maßgeblich für den Mundartdichter ist die im jeweiligen Nah- und Erfahrungsraum gesprochene Sprache. 
Im Inneren existiert ebenfalls keine klare Abgrenzung der verschiedenen Untergruppen des Fränkischen. Es werden lediglich die beiden Großlandschaften des Ostunterfränkischen im Nordwesten um Würzburg und des Ostoberfränkischen um Nürnberg schärfer voneinander geschieden. Teilweise unterscheidet sich bereits die in einem Dorf gesprochene Sprache von der des Nachbardorfes. Diese starke Binnengliederung des Dialekts führte auch dazu, dass es in Franken keine überragenden Mundartdichter gab (wie beispielsweise im Bairischen Ludwig Thoma oder Klaus Groth im Niederdeutschen), mit denen sich alle Teile identifizieren konnten.

## Geschichte

### Vorgänger und Pioniere
Bereits im 15. und 16. Jahrhundert kursierten vor allem in Nürnberg Texte mit starken volkssprachigen Einschlägen. Sie wurden von mehreren Handwerksmeisters verfasst, darunter Hans Rosenplüt und Hans Folz. Hans Sachs und seine Vorgänger waren allerdings keine echten Mundartliteraten. Sie schrieben eigentlich im Hochdeutsch ihrer Zeit, allerdings flossen manchmal gezielt mundartliche Ausdrucksweisen in den Texte ein. Die direkten Vorgänger der fränkischen Dialektliteratur sind bereits im 17. und 18. Jahrhundert auszumachen. Es handelte sich um die Gebrauchsliteratur der Nürnberger Bürgerschaft, die in der Reichsstadt kursierte. Im Absolutismus schrieben die Untertanen in den jeweiligen fränkischen Territorien daneben Huldigungsadressen an die Herrschaft. Viele von diesen sind ebenfalls in der damals weitverbreiteten Mundart gehalten.

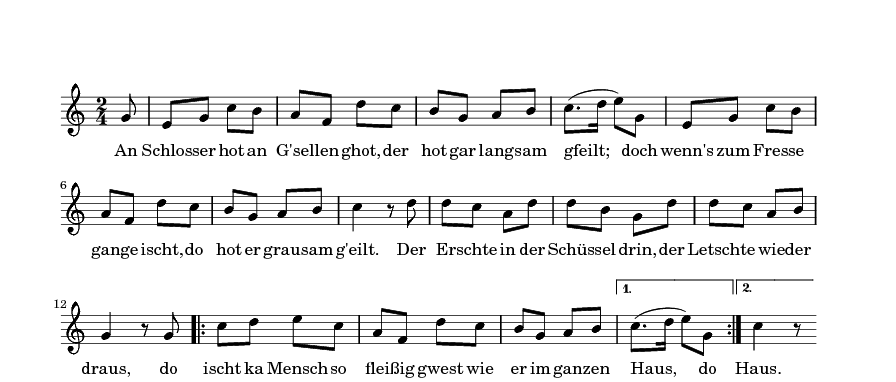
Strophe aus dem von Johann Konrad Grübel verfassten Musikstück „An Schlosser hot an G'sellen g'hot“

Als Stammvater der echten fränkischen Mundartdichtung wurde immer wieder Johann Konrad Grübel ausgemacht. Er war in der zweiten Hälfte des 18. Jahrhunderts Flaschnermeister und Gassenhauptmann in Nürnberg. Die von ihm verfassten Gedichte waren stark von der späten Aufklärung geprägt. Sie übten Kritik an den politischen Verhältnissen in der Stadt, die vom drohenden finanziellen Bankrott und von großer Armut geprägt waren. Grübels Gedichte sind zumeist in Knittelversen in der achtzeiligen Chevy-Chase-Strophe geschrieben. Johann Wolfgang von Goethe urteilte positiv über Grübels Werk, bezeichnete die Dichtungen aber als altmodisch oder unzeitgemäß. Grübel wurde in der Rezeption häufig mit dem Pionier der alemannischen Mundartdichtung, Johann Peter Hebel, verglichen.
Grübel folgten in Nürnberg mehrere Dichter nach, die sich sogar zu einer Art Grübel-Schule zusammenschlossen. Mit einiger zeitlicher Verzögerung betätigten sich in anderen fränkischen Regionen Männer als Mundartdichter. Dabei war auch hier Grübel Vorbild: Die frühen Mundartdichter Frankens rekrutierten sich, wie er, aus dem städtisch-kleinbürgerlichen Milieu und entstammten damit nicht dem Bauernstand, der die Mehrheit der Mundartsprecher bildete. Die politisch-zeitkritischen Einlassungen gerieten jedoch immer öfter in den Hintergrund. Stattdessen entstanden Gedichte und Kurzprosa mit schwankhaft-beschaulichem Charakter.
Besondere Bedeutung als Grübel-Nachfolger hatte der Schauspieler am Nürnberger Stadttheater, Johann Wolfgang Weikert. Weikert veröffentlichte mehrere Gedichtbände, ab 1842 erschienen auch kurze dramatische Werke. Bereits 1816 veröffentlichte Karl Meck „Lustspiele und Gedichte in Nürnberger Mundart“, 1817 folgte ein zweiter Band. Ebenfalls aus Nürnberg stammte Johann Gottlieb, der weitere als „Szenen“ bezeichnete Theaterstücke in Mundart herausbrachte. Er etablierte den Nürnberger „Meister Meier“ als Verkörperung des typischen Bewohners der Stadt.
Andere Regionen Frankens brachten zu Beginn des 19. Jahrhunderts ebenfalls Mundartdichter hervor. Im Coburger Land taten sich um 1850 die beiden Autoren Friedrich Hofmann und Ferdinand Röhrig hervor. Röhrig arbeitete für das Coburger Tageblatt und gehört zu den wenigen politisch engagierten Mundartdichter Frankens. Er gilt als Vorkämpfer der 1848er und stellte in seinen Werken den einzelnen Arbeiter einer ausbeutenden Struktur gegenüber. Hofmann berichtete aus dem thüringischen Exil über seine Geburtsstadt. Erster Schweinfurter Dialektdichter war der Schuster Konrad Rimrod, der dem Handwerk entstammte.
Das ehemals würzburgische Kernland Unterfrankens entwickelte erst spät eine eigene mundartliche Ausdrucksform. Als Pioniere gelten hier der früh verstorbene Dettelbacher Joseph Kram und der Lehrer Alois Josef Ruckert aus Buchbrunn bei Kitzingen. Noch später traten Mundartdichter in den Randgebieten der fränkischen Dialekte auf. In Hohenlohe-Franken trat Wilhelm Schrader mit Jagdgeschichten hervor. Später entstand auch ein Roman, in den er historische Urkunden aus der ehemaligen Reichsstadt Schwäbisch Hall einwob. Im Hennebergischen blühte in der zweiten Hälfte des 19. Jahrhunderts dagegen die anonyme Dialektdichtung.

### Von Nürnberg nach Würzburg
Bereits in der Folge der Deutschen Revolution von 1848 und 1849 verlor Nürnberg seine herausgehobene Stellung in der fränkischen Mundartdichtung. Endgültig erlebte die literarische Produktion in der Stadt nach der Reichseinigung 1871 einen Traditionsbruch. Obwohl weitere Gedichte und Stücke in ostfränkischer Mundart entstanden, konnten die Dichter der Stadt nicht mehr an die Qualität der Anfangszeit anknüpfen. Eine Ausnahme bildete das Œuvre von Johann Greulein, der auch unter dem Pseudonym Jakob Heinrich Gedichtsammlungen veröffentlichte.
Die Gewichte verlagerten sich in der folgenden Zeit in die Gebiete des alten Hochstifts Würzburg im heutigen Unterfranken. Hier wirkte ab dem beginnenden 20. Jahrhundert Nikolaus Fey, der heute als „Klassiker der fränkischen Mundartdichtung“ bezeichnet wird. Bereits früh thematisierte er in seinen Werken ein fränkisches Heimatbewusstsein und fiel bald auch in den völkischen Jargon der Nationalsozialisten. Fey erhielt als erster Mainfranke im Jahr 1937 den Friedrich-Rückert-Preis, war bereits 1936 als Vertreter der fränkischen Bauern, Winzer und Holzarbeiter auf der Hochzeit des Gauleiters von Mainfranken, Otto Hellmuth, aufgetreten. 
Weitere Mundartdichter standen der NS-Ideologie ebenfalls nahe. So veröffentlichte Ernst Luther aus Gnodstadt mehrere Gedichte, die die Idee eines „Deutschtums“ aufgriffen. Die Bewohner der ehemaligen Territorien Frankens, die seit der Mediatisierung zu Beginn des 19. Jahrhunderts zu einem Teil Bayerns geworden war, sehnten sich nach einer vermeintlichen „glorreichen“ Vergangenheit zurück und hofften an diese durch die NS-Machthaber anknüpfen zu können. Diese völkische Ideologie wurde nicht selten mit einer Zivilisationsfeindlichkeit verbunden. So traten die unterfränkischen Mundartdichter der 1920er und 1930er Jahre, wie der Kitzinger Hanns Rupp, der „Unrast des heutigen Lebens“ entgegen.
In der Großstadt Nürnberg war diese Kritik in abgeschwächter Form ebenfalls Dauerthema der Lyrik. Daneben konnte sich in anderen Teilen Frankens auch weiterhin eine heitere Mundartdichtung halten. Insbesondere Oberfranken mit den Dichtern Hans Glenk und Friedrich Einsiedel ist hier zu nennen. In Hohenlohe blieb der Einfluss Wilhelm Schraders noch lange spürbar. Hier verfolgten die Werke selten politische Ziele, sondern dienten zuallererst zur Unterhaltung des Publikums. Die konservative und reaktionäre Tradition der fränkischen Mundartdichtung überlebte den Zweiten Weltkrieg, weil auch ihre führenden Akteure weitgehend unreflektiert an ihre alten Erfolge anknüpfen konnten. In der Nachkriegszeit wurden die religiös-konfessionellen Schwerpunkte innerhalb der Dichtung vermehrt betont.

### Die „mittlere Generation“
Erst in den 1960er Jahren gelang ein tragfähiger Neuanfang. Dabei orientierte sich die neue Generation fränkischer Mundartdichter allerdings nicht an den örtlichen Vorgängern, sondern blickten auf die sogenannte „Wiener Gruppe“. In der österreichischen Hauptstadt hatten sich Kunstschaffende zusammengeschlossen, um neue Formen auszuprobieren. Der (bairisch-österreichische) Dialekt gelangte über Eugen Gomringer, Gerhard Rühm, Friedrich Achleitner und vor allem Hans Carl Artmann als weitere künstlerische Ausdrucksform in den Blick der Gruppe. 
Ab 1966 prallten die beiden Tendenzen aufeinander. Auf der einen Seite standen die Traditionalisten, allen voran die Vertreter des Collegium Nürnberger Mundartdichtung. In einem sogenannten Ersten Nürnberger Manifest, das unter geistiger Führung des Verlegers und Buchhändlers Karl Borromäus Glock entstanden war, forderten sie eine Absage an alle modernen Formen der Mundartdichtung. Ein zweites Manifest sollte 1973 folgen. Dagegen organisierten sich die jüngeren Autoren über den Frankenbund und hielten im Oktober 1966 ein heimatkundliches Seminar auf Schloss Schney ab.
Die beiden Gruppen existierten in den folgenden Jahrzehnten parallel nebeneinander, erst im 21. Jahrhundert schwächte sich der Gegensatz ab. Weiterhin blieb die fränkische Mundartdichtung von Personen geprägt, die keine musische Ausbildung vorweisen konnten. Der typische fränkische Mundartdichter der Nachkriegszeit bis in die 1970er Jahre kam aus einem armen Elternhaus und suchte sich früh einen Brotberuf. Die Gedichte behandeln zumeist das subjektive Gefühl von Enge bei gleichzeitiger Geborgenheit in den kleinstädtischen Milieus, die auch die Texte der hochsprachlichen, bundesrepublikanischen Pendants prägte. Die Hochsprache hatten Vertreter dieser sogenannten „mittleren Generation“ erst in der Schule als Zweitsprache erlernt.
Besondere Bedeutung für die Erneuerung der fränkischen Mundartdichtung kommt dem 1924 in Bimbach bei Kitzingen geborenen Willy Richard Reichert zu. Reichert war Geschäftsführer der Max-Dauthendey-Gesellschaft in Würzburg und zugleich Vorsitzender des Frankenbundes. Reichert galt vielen als Literaturfunktionär, der vor allem als Fürsprecher für eine Erneuerung antrat. Seine eigenständigen Werke wurden erst posthum entdeckt und rezipiert. Sie behandeln die Auflösung der gewohnten Strukturen auf dem Land, die durch die ab den 1970er Jahren vorangetriebene Flurbereinigung in Bayern forciert wurde.
Mit den Veränderungen ging eine weitere regionale Fokussierung der fränkischen Mundartautoren einher. Durch die beginnende fremdenverkehrstechnische Vermarktung des Fränkischen Weinlandes interessierten sich auch immer mehr Mundartdichter für die Weinbaugebiete entlang des Mains. Als herausragenden Vertreter dieser Alltags- und Festtagsdichtung der weinbautreibenden Gemeinden ist der Kitzinger Engelbert Bach zu nennen. Die Gedichte enthielten häufig auch eine zeitkritische Ebene, die, im Gegensatz zu den Vorläufern, auf reaktionäre Tendenzen explizit verzichtete.
In den anderen fränkischen Regionen entwickelte sich die Mundartdichtung ebenfalls weiter. In Bad Mergentheim tat sich der Verwaltungsangestellte Gottlob Haag hervor. Seine Gedichte beinhalteten immer auch eine tagesaktuelle, politische Ebene. So beklagte er die Benachteiligung des Hohenloher Raumes durch den Stuttgarter Zentralismus. Aus Rothenburg ob der Tauber stammte Wilhelm Staudacher, der in seinem Werk Dialektliteratur und Hochsprache miteinander verband. Immer wieder thematisierte er die Stellung des Menschen in der Natur. Er gilt als bekanntester Mundartdichter der mittleren Generation und wurde auch in Rundfunk und Fernsehen rezipiert.
Mit dem neuen Boom der Mundartliteratur sind ab den 1960er Jahren auch Versuche verbunden, die eigentlich gesprochene Literatur über Tonträger in den Handel zu bringen. Erste Experimente wagte der J. P. Peter-Verlag mit seiner „Mundartliterarischen Reihe“ (ab 1967) in Herausgeberschaft des Lyrikers Bernhard Doerdelmann. Den Texten wurden Schallplatten beigelegt, auf denen die Gedichte eingesprochen waren. Es folgten bis in die 1980er Jahre weitere Reihen, die teilweise auch mit Kassetten erworben werden konnten.

### Die „jüngere Generation“
Noch stärker als bei der mittleren Generation wurde die jüngere Generation der fränkischen Mundartdichtung von der „Wiener Gruppe“ geprägt. In den Vordergrund rückte eine wissenschaftliche Sicht auf die Mundart, die Dichtung sollte nun auch eine dokumentarische Funktion erfüllen. Um möglichst viele, gesellschaftliche Gruppen an die Dialektliteratur heranzuführen, war es ein Anliegen die Texte mit einer phonetisch möglichst genauen Schreibweise zu verfassen. In der Folge wurden allerdings auch Diskussionen laut, wonach das „Rätseln“ über den Sinngehalt des Textes zur Rezeption von Mundartdichtung zwingend dazugehört. Angestrebt wurde eine ideologiekritische „Demokratisierung der Mundartpoesie“ im Geist der 1970er Jahre, die jedoch nur teilweise erreicht wurde.
Die Vertreter der sogenannten jüngeren Generation wurden in den 1930er und 1940er Jahren geboren und erlebten den Streit zwischen konservativen und progressiven Kräften eher passiv mit. Viele ihrer Vertreter sind einem akademischen Milieu zuzurechnen. Die meisten hatten beruflich mit Sprache und Literatur zu tun, waren also, anders als die meisten ihrer Vorgänger, „Profis“. Vorreiter der Gruppe war der aus Schwaig bei Nürnberg stammende Dichter Hauke Stroszeck, der 1971 unter dem Pseudonym Lothar Kleinlein erstmals dokumentarische Mundartliteratur verfasste.
Für den Bamberger Raum wurde der Lektor Gerhard C. Krischker zu einer prägenden Figur. Er thematisierte das Obrigkeitsdenken der Bamberger Bevölkerung in satirischen Texten und geriet darüber immer wieder in Konflikt mit der Öffentlichkeit. Krischker bemühte sich auch über die mundartliche Adaption von Rock- und Poptexten, um die Dialektliteratur für ein jugendliches Publikum interessanter zu machen. Der sozialkritische Impetus schwingt auch in den Brecht-Übersetzungen Krischkers mit. Ein ähnliches Vorgehen zeichnete auch den in Nürnberger Mundart schreibenden Fitzgerald Kusz aus.
Klaus Gasseleder machte in einem Essay neben der neueren Dialektliteratur und der konservativ-reaktionären Mundartdichtung noch eine dritte Richtung aus, die ab den 1980er Jahren Einzug erhielt. Es handelte sich um sogenannte populistische Werke, in denen triviale Inhalte vorherrschen. Hier steht nicht der Anspruch im Vordergrund ein Kunstwerk zu schaffen, stattdessen werden die Texte auf eine Pointe hin geschrieben. Immer wieder sind hier misogyne und sexistische Tendenzen auszumachen.
Nachdem in der Zeit der Weimarer Republik bis in die 1960er Jahre der Schwerpunkt der fränkischen Mundart auf den unterfränkischen Gebieten lag, kristallisierte sich ab dem Ende der 1970er Jahre wieder ein Schwerpunkt auf Nürnberg und sein Umland heraus. Persönlichkeiten aus anderen Regionen ergänzten die Nürnberger Gruppe. In der Folge entstand in den 1980er Jahren eine Mundart-Mode. Sogar eigentlich der Hochsprache verpflichteten Autoren wie Jochen Lobe und Godehard Schramm, die nicht in Franken aufwuchsen, verfassten einzelne Texte im Dialekt ihrer Wahlheimat.

### Ende der Mundartwelle
In der zweiten Hälfte der 1980er Jahre begann der Mundartboom abzuflauen. Die 1990er Jahre waren von einem Niedergang der fränkischen Dialektliteratur geprägt. In der Folge wurden insbesondere die Veröffentlichungen von Mundartgedichten bei den darauf spezialisierten Verlagen drastisch reduziert. Dennoch gelang es einzelnen Autoren auch in dieser Zeit mit Dialektliteratur neues Publikum zu erreichen. Zu nennen ist hier vor allem der mittelfränkische Lehrer und Autor Helmut Haberkamm, der mit seinen Übersetzungen der Songtexte des US-amerikanischen Sängers Bob Dylan in seinen Heimatdialekt zahlreiche Preise gewann.
Die Mundartszene überalterte bis in die 2000er Jahre stark und die Dialektliteratur wurde wieder zu einem überwiegend in Nebenerwerb betriebenen Hobby. Häufig begannen erst Quereinsteiger mit dem Verfassen von Gedichten und Geschichten in fränkischer Mundart. Arthur Hofmann aus Kitzingen stieg erst mit über 50 Jahren zu einem bekannten Mundartdichter auf. Dieser hohe Altersdurchschnitt der Mundartdichtenden veränderte auch das Themenspektrum der Literatur nachhaltig. Immer wieder wurden nun Alter und Tod in Gedichten verhandelt.
Das Thema Dialekt erlebte im Zuge einer Hinwendung zur Heimatthematik seit dem Beginn des 21. Jahrhunderts einen kleinen Aufschwung, von dem allerdings weniger die klassische Dialektdichtung profitierte. So erscheinen seit dem Jahr 1998 in regelmäßigen Abständen Adaptionen der eigentlich französischen Asterix-Comics in verschiedenen Varianten des ostfränkischen Dialekts. Besonders viele Bände zählt dabei die „meefrängische“ (= unterostfränkische) Variante, die von Gunther Schunk, Kai Fraass und Hans-Dieter Wolf erdacht wurde, aber auch von Kabarettisten wie dem Untermainländisch vortragenden Urban Priol unterstützt wird.
In der Folge entstanden neue Institutionen, wie das von Helmut Haberkamm ins Leben gerufene fränkische Mundartfestival im mittelfränkischen Burgbernheim, auf dem vor allem Liedermacher auftreten. Die Kombination aus Mundartdichtung und Musik spielte ebenfalls eine größere Rolle bei den Auftritten der Bluesband „Blues und Kusz“ des Nürnberger Künstlers Fitzgerald Kusz. Statt der Dichtung in „reinem“ Dialekt überwiegen nun dialektale Einsprengsel in eigentlich standarddeutschen Werken: Der Dialekt hielt Einzug in die Dialoge von Romanen und anderen Prosawerken. Daneben nahm auch der eigentlich in Hochdeutsch arbeitende Lyriker Gerhard Falkner sich des Fränkischen in einigen seiner Werke an.

## Rezeption der Dialektliteratur

### Theater
Fränkisches Mundarttheater entstand erst in der zweiten Hälfte des 20. Jahrhunderts. Besondere Bedeutung für die Entwicklung einer eigenständigen Szene hatte die im Jahr 1969 gestartete Initiative des Bayerischen Landesvereins für Heimatpflege und des Bayerischen Rundfunks mit dem Namen „Laientheater spielen um die Wette“, die bayernweit ausgetragen wurde. Zunächst entstanden in der Folge Stücke, die auf alpenländischen Vorlagen beruhten und lediglich ins Fränkische übertragen wurden. 
Ab 1971 entstand im Studio Nürnberg des Bayerischen Rundfunks ein Seminar, das sich an Spielleiter und Autoren richtete. Noch immer fehlten Spielvorlagen, die in Franken spielten. Im 19. Jahrhundert waren zwar auch in Franken Volkstheater oder Volksschauspiele entstanden, die allerdings zumeist auf Hochdeutsch verfasst worden waren. Ausnahmen bildeten lediglich die Städte Nürnberg und Rothenburg mit ihrer Hans-Sachs-Spiel-Tradition sowie die mundartlichen Schwänke im Sechsämterland ganz im Osten des Dialektraumes. 
Schnell entstanden neue Stücke. Als Pioniere und Vorreiter des neuen Mundarttheaters können für den Osten der ehemaligen Markgrafschaft Brandenburg-Bayreuth Otto Schemm ausgemacht werden. Für den Raum Kronach sind die Stücke des Andreas Bauer zu nennen. Die bairische Variante des Volkstheaters, mit ihren Elementen der aus Italien stammenden Commedia dell’arte, blieb allerdings weiterhin bestimmende Form. Erste Fernsehübertragungen folgten im Jahr 1979 mit dem von Eberhard Wagner verfassten „Gute Nachbarn“. 
Insbesondere die Unterstützung durch das Studio Nürnberg des Bayerischen Rundfunks ermöglichte die Professionalisierung der Laienspielgruppen in Franken und viele Neugründungen. Den Anfang machte die „Studiobühne Schützenhaus“ in Bayreuth, es folgten das „Dehnberger Hof Theater“, das „theaterchen schloß habelsee“ und das „Theater der Altstadt im Verband Merkur“ in Nürnberg. In den 1980er Jahren entstand hier eine erste Serie in fränkischer Mundart, die im Vorabendprogramm des Bayerischen Rundfunks ausgestrahlt wurde. Über das Radio wurden gleichzeitig Hörspiele von Fitzgerald Kusz, Wilhelm Staudacher und Engelbert Bach veröffentlicht.
Ab 1981 entstand auch im Zuge der Gründung der „Arbeitsgemeinschaft Mundart-Theater“ des Bayerischen Landesvereines für Heimatpflege eine Liste der fränkischen Mundartstücke, die bis heute (Stand: 2023) besteht. Erstmals wurden im Jahr 1983 in Unterleinleiter in der Fränkischen Schweiz „Fränkische Laienspieltage“ ausgerichtet, es folgten weitere solcher Veranstaltungen. Heute ist die fränkische Mundarttheaterszene vielfältig und eng mit der örtlichen Museumslandschaft verbunden. So richtet das Fränkische Freilandmuseum Bad Windsheim einmal jährlich die „Mittelfränkischen Mundarttheatertage“ aus, gesamtfränkische Theatertage existieren ebenfalls.

### Kabarett, Glosse und Karikatur

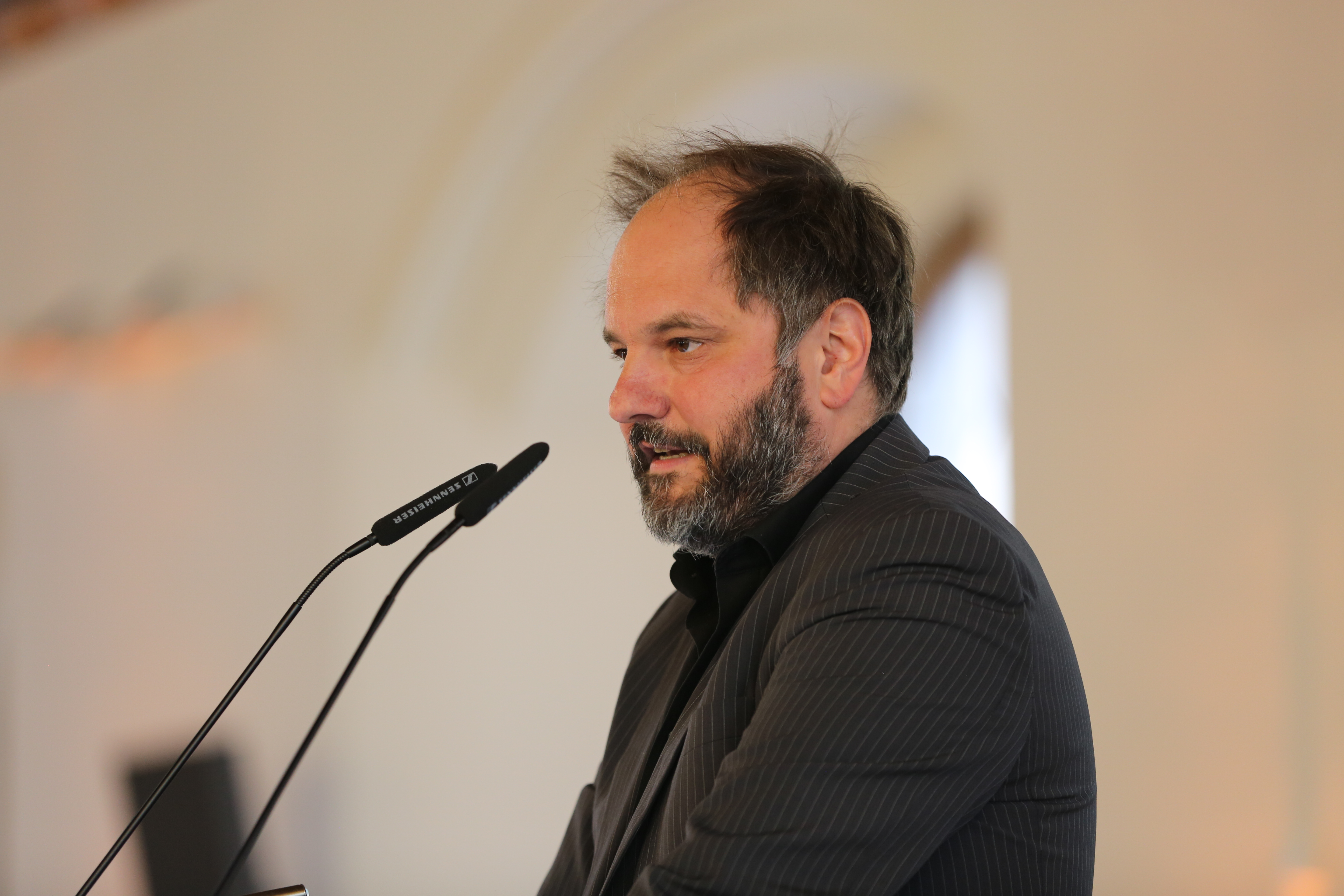
Matthias Egersdörfer

Das politische Kabarett entwickelte sich zunächst lediglich in der Großstadt Nürnberg, weil hier auf ein breites Feld an Kleinkunstbühnen zurückgegriffen werden konnte. Als Pionier des fränkischen Mundartkabaretts gilt dabei Hermann Strebel, dessen Songs bereits in den 1920er Jahren ein großes Publikum erreichten. Erste Karikaturen entstanden zur gleichen Zeit, wobei Karl Stoye hier eine Vorreiterrolle innehatte. In den 1950er und 1960er Jahren folgten die Sketche des Nürnbergers Herbert Hisel. Humoristische Texte verbreiteten sich in der Folge auch auf Schallplatten, wobei insbesondere die Geschichten von Hans Morper und Klaus Schamberger eine große Breitenwirkung erreichten.
Seit den 1970er Jahren verbreitete sich der Dialekt in Stücken von alternativen Kabarett- und Kleinkunstbühnen. Zu den bekanntesten Interpreten gehören das Duo „Peterlesboum“, die „Hobelspäne“ aus Erlangen, das „Bändla aus Bayreuth“ und die Gruppe „Fränkischer Rechen“. Als Solisten traten der Erlanger Klaus Karl-Kraus und Eberhard Wagner alias Niemandskorla in Erscheinung. Mit Frank-Markus Barwasser alias Erwin Pelzig und Urban Priol wurde der fränkische Dialekt ab den 1990er Jahren auch überregional wahrgenommen. Es entstand in der Folge eine bis heute lebendige Kabarettszene, deren Interpreten regelmäßig in der vom Bayerischen Rundfunk ausgestrahlten Sendung Kabarett aus Franken auftreten. Zu nennen sind hier vor allem Roman Sörgel alias Bembers, Manfred Härder alias Mäc Härder oder Matthias Egersdörfer. 
Fränkische Satire in Form von Zeitungsglossen tauchte ab den 1970er Jahren auch regelmäßig in den Tageszeitungen Nordbayerns auf. Die einzelnen Zeitungen druckten hierzu regelmäßige Einlassungen von regionalen Mundartdichtern zu tagesaktuellen Themen ab, denen einzelne Spalten in den Publikationen vorbehalten waren. Hierzu zählten die „Getränkta Wochnschau“ der Coburger Neuen Presse, der „Hofer Spaziergänger“ im Hofer Anzeiger oder „Leut’ und Kinner“ in der Main-Post, die von der Mundartdichterin Elisabeth Scheuring verfasst wurde. Seit der Jahrtausendwende verschwinden diese Glossen in Mundart nach und nach. 
Trotz des in den 1990er Jahren einsetzenden Niedergangs der fränkischen Dialektliteratur konnte sich zur gleichen Zeit eine auch überregional beachtete Fastnachtszene in Franken etablieren, die von der sogenannten populistische Literatur der 1980er Jahre profitierte. Zum großen Erfolg trug vor allem das in Nürnberger Mundart sprechende Duo „Waltraud und Mariechen“ der Komiker Volker Heißmann und Martin Rassau bei. Vielbeachtet ist auch die Sendung Fastnacht in Franken aus Veitshöchheim, bei der viele Stars des leichten, fränkischen Mundartkabaretts, darunter Michl Müller, Sebastian Reich oder die Gebrüder Narr auftreten. Daneben existieren Mundart-Comedy-Bands wie Wassd scho? Bassd scho! oder J.B.O.

## Persönlichkeiten (Auswahl)

### Nürnberg und Mittelfranken

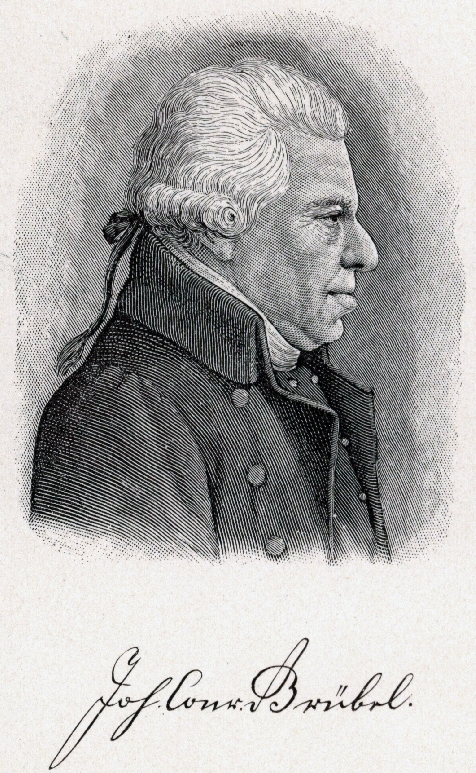
Johann Konrad Grübel

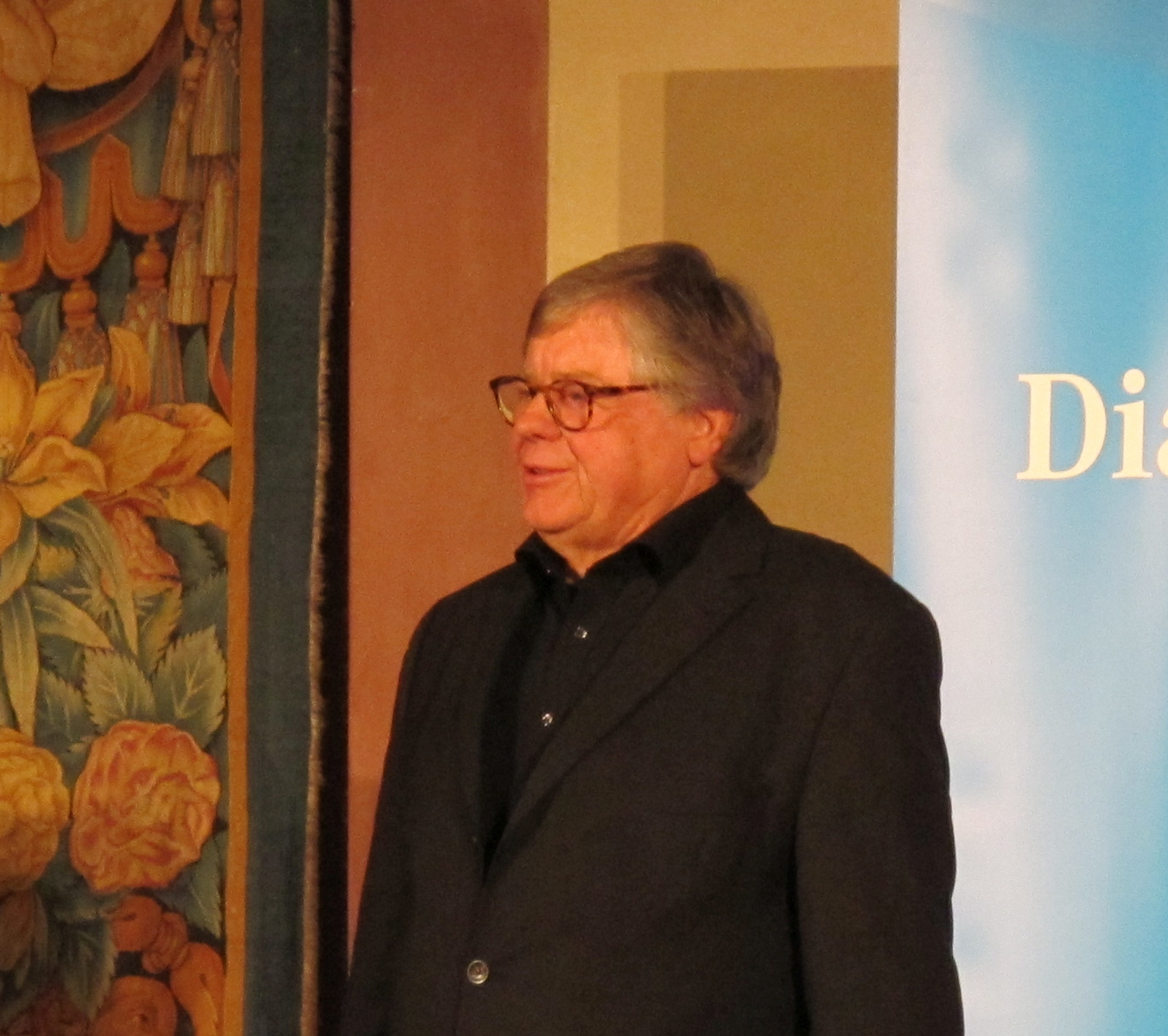
Fitzgerald Kusz

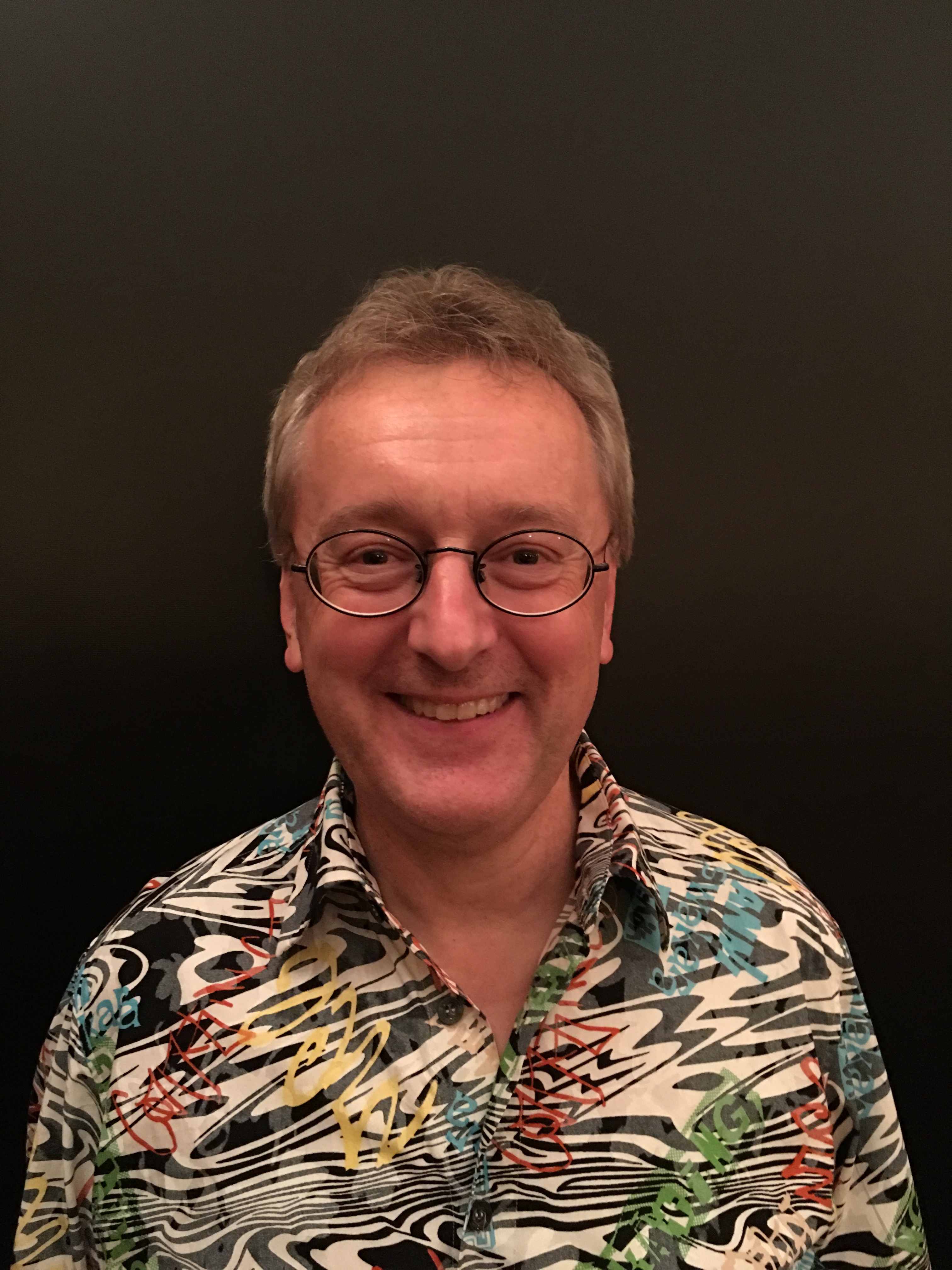
Helmut Haberkamm

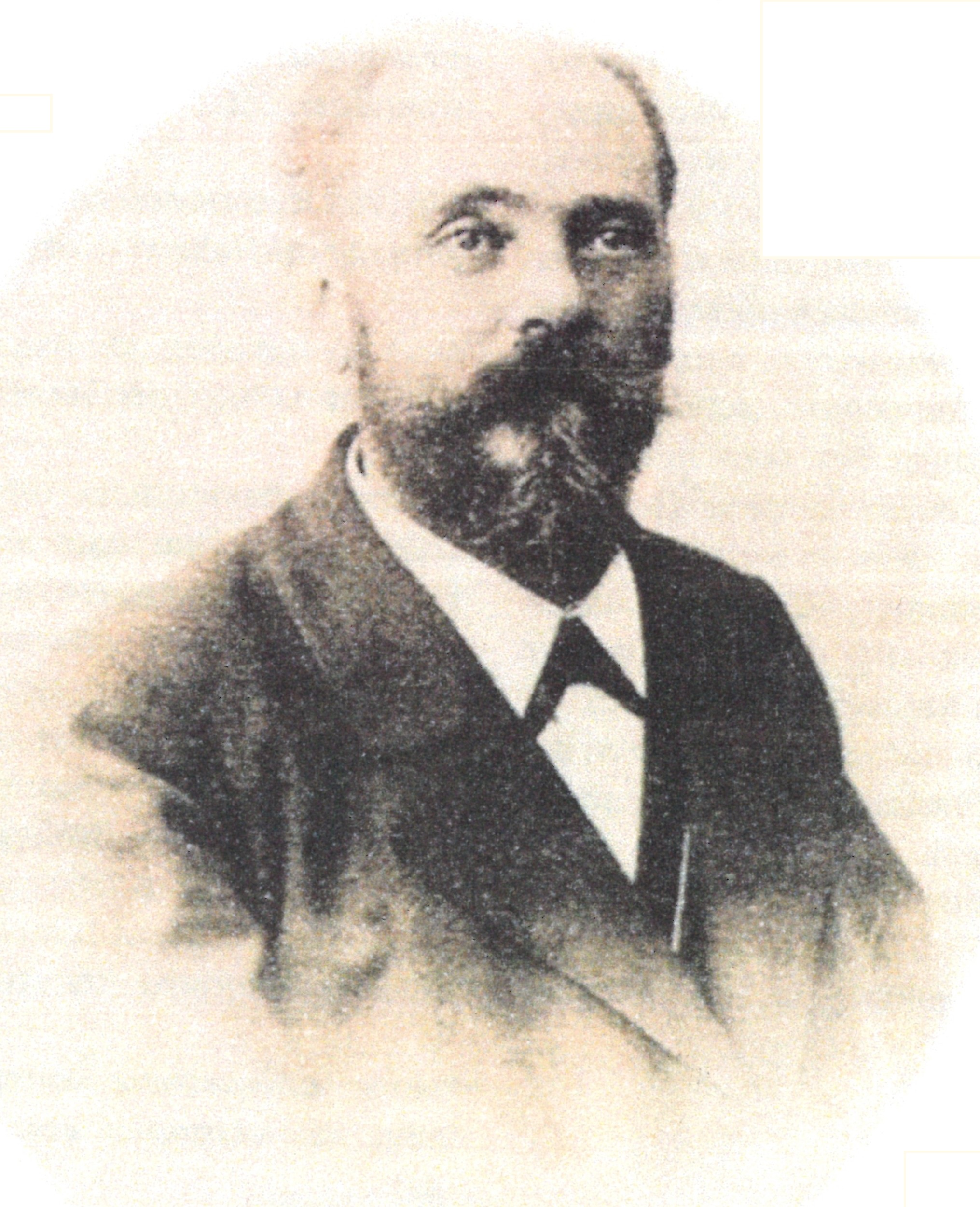
Alois Josef Ruckert

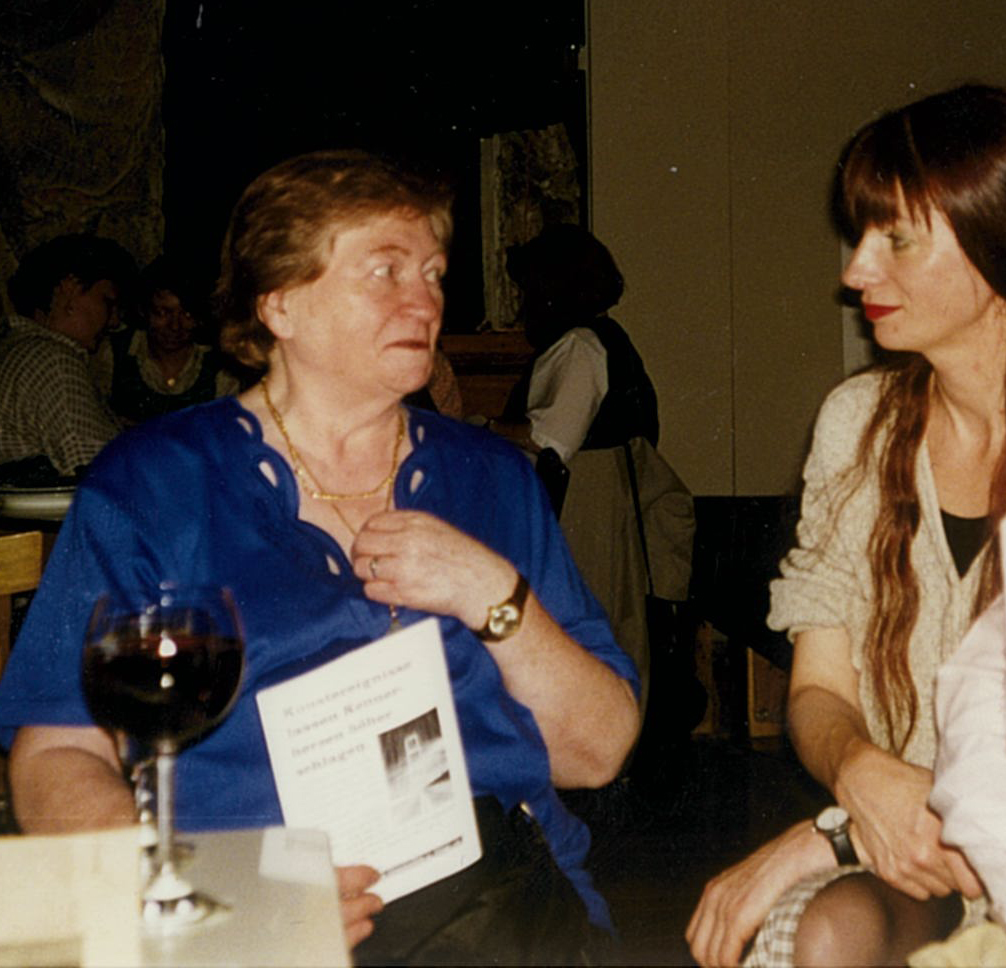
Anneliese Lussert mit ihrer Tochter

- Johann Konrad Grübel (1736–1809), Flaschnermeister und Gassenhauptmann
- Johann Heinrich Wilhelm Witschel (1769–1847), Pfarrer, Dekan und Landtagsabgeordneter in Bayern
- Johann Rietsch (1778–1814), arbeitete auch mit seinem Sohn zusammen
- Johann Wolfgang Weikert (1778–1856), Schauspieler am Nürnberger Stadttheater
- Karl Meck
- Wilhelm Marx (1784–1836), Zinngießer und Gassenhauptmann, Stadtrat in Nürnberg
- Johann Gottlieb, Veröffentlichungen 1829, 1851 und 1853
- Friedrich Stettner (1775–1820), Pseudonyme Cyrillus und Siegmar
- Wilhelm Zuckermandel, „Versuche in Nernberger Mundart“ (1821)
- Valentin Wehefritz (1790–1868), Stecknadelmacher und Schauspieler
- Friedrich Wildner, Stecknadelmacher und Deklamator
- Johann Paul Priem (1815–1890), Bibliothekar und Stadthistoriker
- Johann Greulein, Pseudonym Jakob Heinrich
- Wilhelm Malter (1900–1993), Schriftsteller, Bankkaufmann
- Franz Bauer (1901–1969), Lehrer
- Georg Hutzler (um 1907–), Postangestellter, „Steigerwald-Messe“
- Karl Hörber, „Pfeffernüßla“ (1913)
- Erika Stenglin (* 1929)
- Paul Riess
- Franz Bauer
- Hans König (1925–2007), Verwaltungsoberamtsrat
- Heinz Ehemann (1931–), Maler
- Irene Reif (1931–2000), Schriftstellerin
- Hauke Stroszeck (1940–), Pseudonym Lothar Kleinlein
- Nadu Schmidt (* 1941), Schriftsteller
- Fitzgerald Kusz, geboren als Rüdiger Kusz (* 1944), Lehrer und freier Schriftsteller
- Günter Stössel (1944–2023), Schriftsteller und Liedermacher
- Simon Schiller, „Höhlenmenschen“
- Walter Tausendpfund (* 1944)
- Jutta Döpfer
- Gerhard Falkner (* 1951), Schriftsteller und Lyriker
- Günther Hießleitner (1955–2021), Schriftsteller und Sozialpädagoge
- Harry Schreyer (* 1957)
- Helmut Haberkamm (* 1961)

### Coburg, Schweinfurt, Henneberg
- Friedrich Hofmann (1813–1888), Journalist und Schriftsteller[21]
- Karl Rimrod (* 1816), Schuster
- Ferdinand Röhrig (1822–1874), Journalist
- Klaus Gasseleder (* 1945), Schriftsteller und Verleger
- Anneliese Hübner (* 1946), Verwaltungsangestellte, Schriftstellerin

### Bamberg und Bayreuth
- Hans Glenk (1873–1961), Vikar, „Die alte Mia“ (1938)
- Friedrich Einsiedel (1876–1951), Lexikograf, „Allamagara“ (1925)
- Samuel Bach, „Bareither Klöss“ (1906)
- Hans Morper (1907–1981), Journalist[22]
- Otto Schemm (1920–1996), Lehrer
- Christoph Beck, „Mei Pretzfelda Landsleut“ (1921)
- Erich Arneth (1922–1984)
- Jochen Lobe (1937–2025), Schriftsteller
- Eberhard Wagner (* 1938), Redaktor
- Karl Hofmann, „Dehaam is dehaam“ (1938)
- Gerhard C. Krischker (* 1947), Lektor
- Sonja Keil

### Würzburg
Die unterfränkisch-würzburgische Mundart wurde bereits früh lexikografisch erfasst und gesammelt. 1862 erschien „Mundart der Stadt Würzburg“ des Johann Baptist Sartorius mit einem Überblick über die zumeist anonyme Dichtung der Stadt. Um 1800 legte der Universitätsprofessor Michael Adam Köl außerdem ein Glossar der Mundartdichtung Unterfrankens an.
- Alois Josef Ruckert (1846–1916), Lehrer und Schriftsteller
- Joseph Kram (1852–1874), Schriftsteller, „Kraut und Arbes“ (1873)
- Ernst Lutz (1856–1888), „Schnoka“ (1883)
- Elise Döllein (1865–1948), „Gedichte in unterfränkischer Mundart“ (1913)
- Alfred Buchner (1868–1942), „Unterfränkische Dialektdichtungen“ (1923)[24]
- Wilhelm Widder (1879–1954), „Landsleut“ (1902)
- Nikolaus Fey (1881–1956), Mundartdichter
- Ernst Luther (1894–1966), Schriftsteller
- Hanns Rupp (1898–1971), Lehrer
- Karl Dotter
- Andreas Pfister
- Hildegard Schmachtenberger[25]
- Georg Trost (1906–1968)[26]
- Hannes Grebner (1921–1971), „Hochamt vo der Wengertshüeter“
- Auguste Steinberger (1923–2018), „Zwischerlichten“
- Willy Richard Reichert (1924–1982), Schriftsteller und Verleger
- Gustav Damann (Pseudonym) (1926–)
- Engelbert Bach (1929–1999), Schreiner und Polsterer
- Anneliese Lussert (1929–2006), Gastwirtin
- Otto Hofmann (1931–), Maurermeister und Architekt, „Eig’nverantwortli“
- Hermann Mahler (1931–2021), „Dees und sall“
- Reineldis Roth (1935–)
- Arthur Hofmann (1936–1996), „Zamgekährda Gedankn“
- Gerd Bräutigam (1937–2007), Journalist
- Emil Mündlein (1940–)
- Maximilian Krieger († 1991)
- Erna Paul († 2012), Landwirtin, „Rathausmännli“, „Wengertstickel“

### Hohenlohe und Tauberfranken
Den Beginn einer tauberfränkischen Mundarttradition markiert die Veröffentlichung eines Anonymus mit der Gedichtsammlung „Unter der Linde“. Er veröffentlichte Werke unter dem Namen „Der alte Wanderer“.
- Wilhelm Schrader (1847–1914), Finanzbeamter
- Fritz Gronbach (1903–)
- Josef Dürr (1877–1917), „Schlehe und Haselnüß“ (1919)
- Hans Probst, Ausgaben 1925 und 1929
- Gottlob Haag (1926–2008), Bundeswehrangestellter
- Wilhelm Staudacher (1928–1995)
- Gertrud Schubart (1926–)
- Dieter Wieland (1936–), Dekorationsmaler
- Walter Hampele (1928–)
- Michael Schwarz (1966–)

### Fränkisches Vogtland
- Louis Riedel (1847–1919), Lehrer[28]

## Institutionen und Verleger (Auswahl)
- Fränkischer Schriftstellerverband
- ars vivendi verlag, Cadolzburg
- Collegium Nürnberger Mundartdichter, Nürnberg
- Verlag Plakaterie, Nürnberg
- J. P. Peter/Holstein-Verlag, Rothenburg ob der Tauber
- frank & frei verlag, Volkach
- Klaus Gasseleder (* 1945)
- Klaus G. Renner (1949–2019)[29]
- Theater rote Bühne, Nürnberg